# Luzula multiflora
Luzula multiflora là một loài thực vật có hoa trong họ Juncaceae. Loài này được (Ehrh.) Lej. mô tả khoa học đầu tiên năm 1811.
Nó có nguồn gốc ở Bắc Mỹ, được tìm thấy ở Canada và tất cả các vùng của Hoa Kỳ, ngoại trừ vùng Tây Nam.

## Hình ảnh

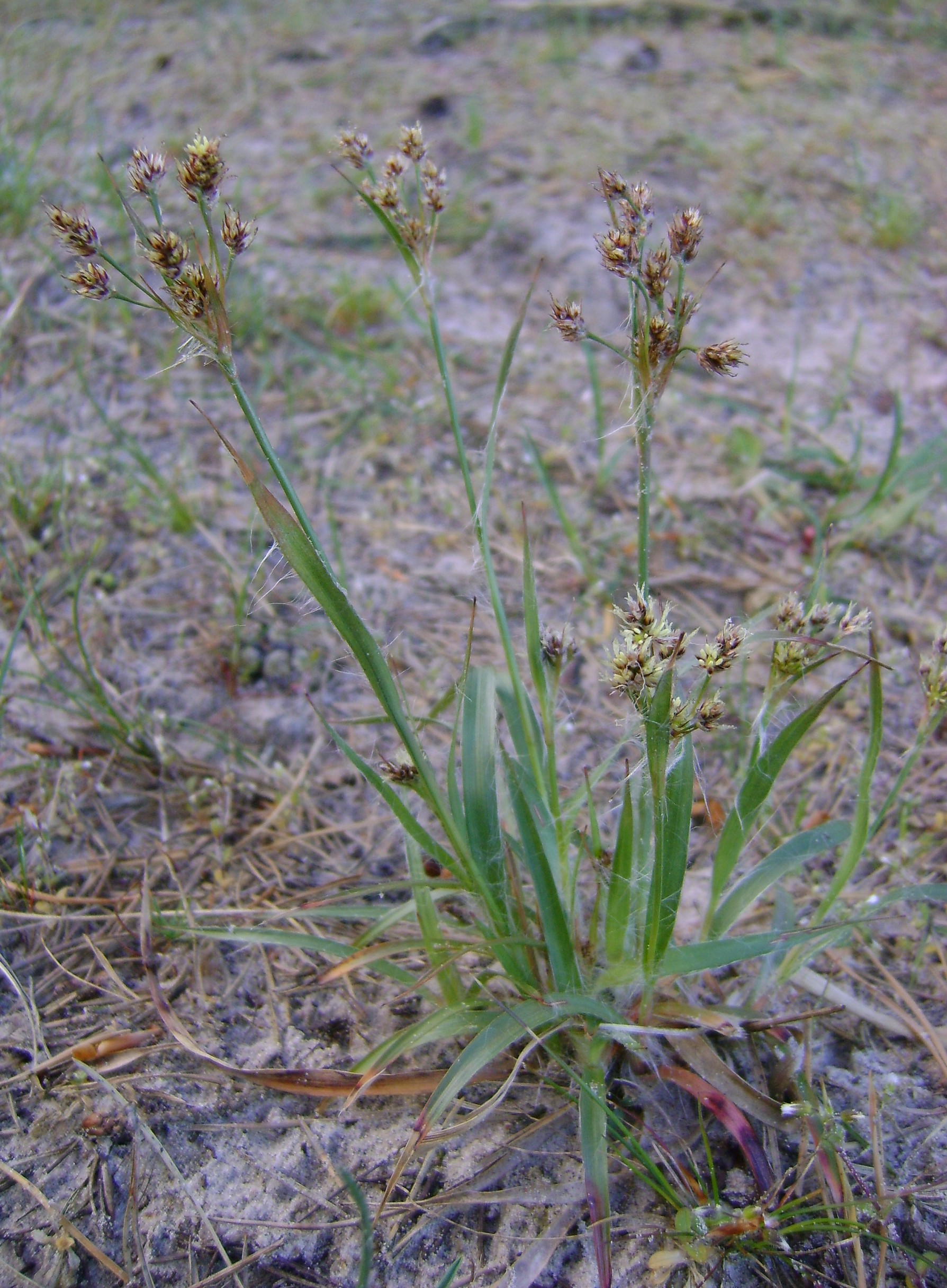
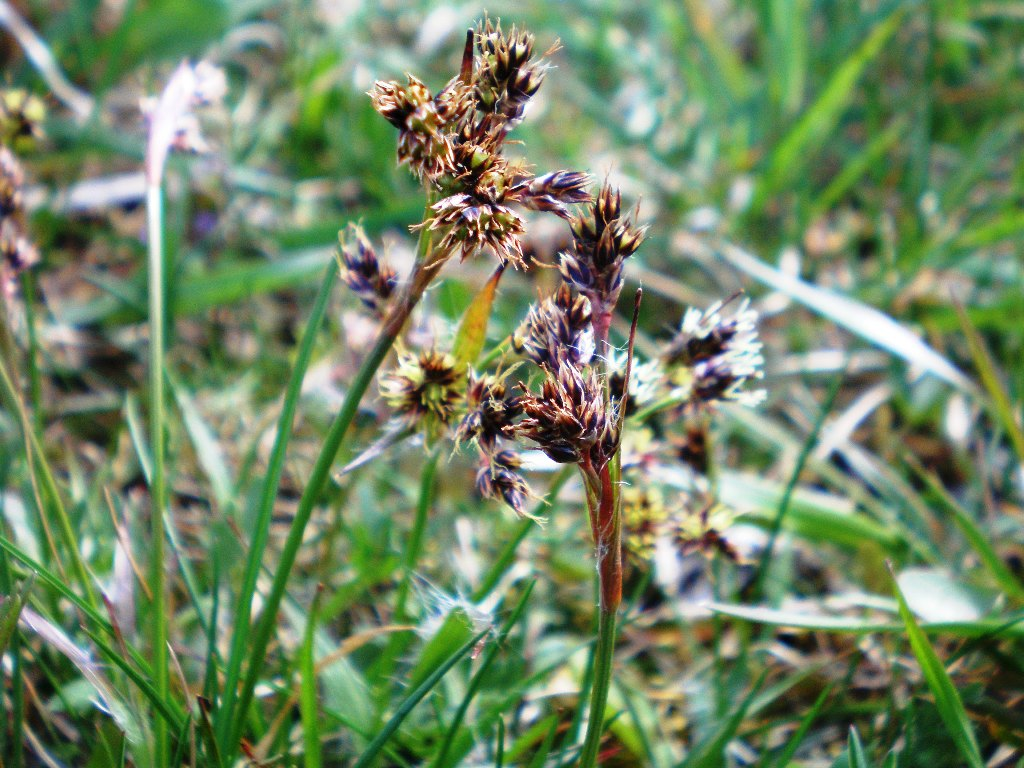
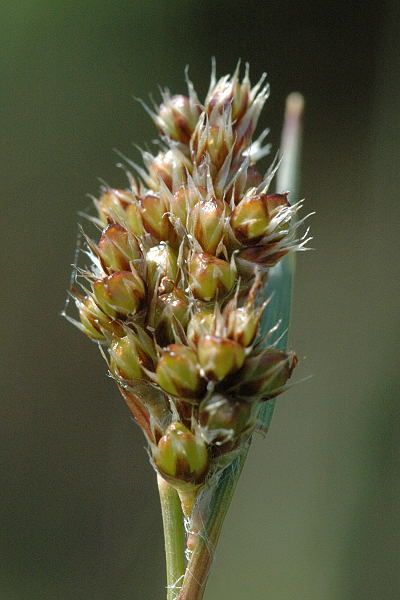
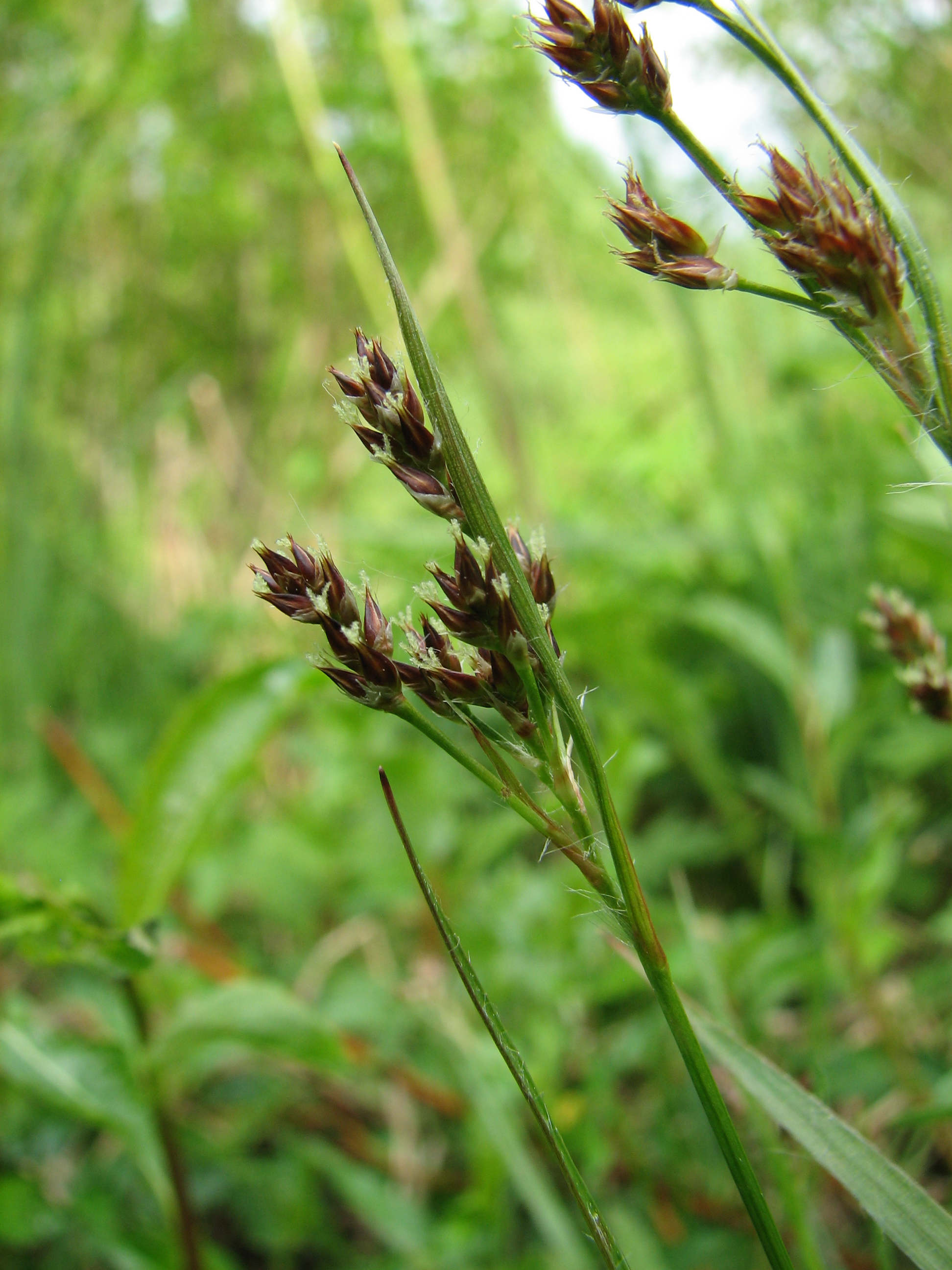